# Abbazia di San Giuliano (Spoleto)
L'abbazia di San Giuliano si trova al km. 5,300 della strada che sale da Spoleto a Monteluco, su di un colle distaccato dal massiccio principale, a 628 metri di altitudine.

## Storia
L'edificio nel suo insieme appartiene al XII secolo, ma le sue origini si legano al movimento eremitico sul Monteluco che a cavallo fra il V e il VI secolo occupò le pendici del monte.

### La tradizione
Secondo la tradizione Isacco, originario della Siria, giunse a Spoleto intorno al 528, fuggendo dalla persecuzione dell'imperatore Anastasio, e scelse Monteluco come luogo naturale di isolamento e di preghiera, non distante dalla città. Venne ben presto seguito da altri eremiti che occuparono celle e grotte naturali sparse per la montagna. 

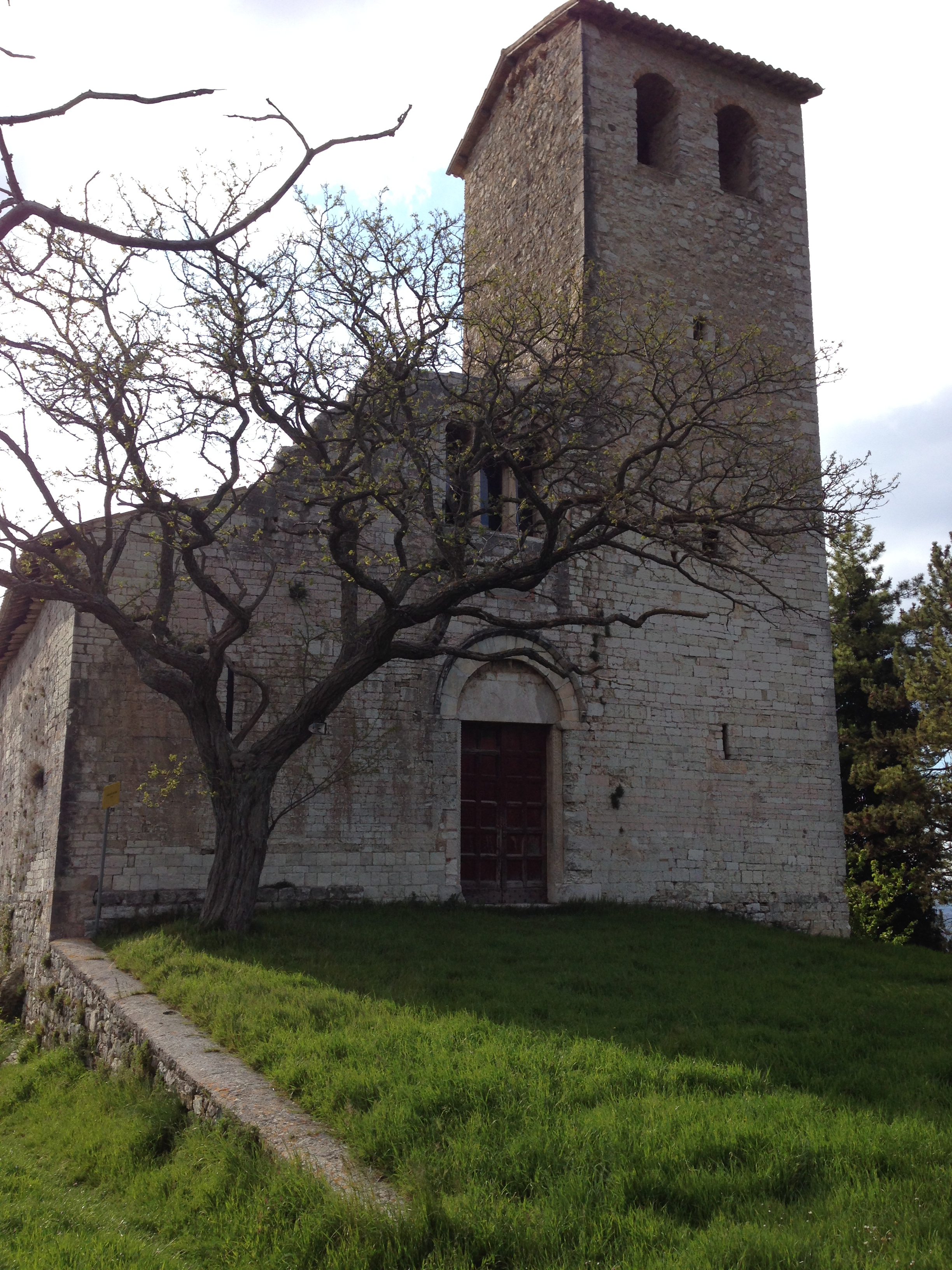
Facciata in inverno

Una vergine di nome Gregoria offrì a Isacco i propri terreni situati sul colle, per fondarvi un monastero e una chiesa dedicata a San Giuliano di Tebe, che fossero di riferimento per la colonia eremitica. All'interno vi avrebbero trovato sepoltura i monaci che maggiormente si fossero distinti per santità di vita, compreso lo stesso Isacco, in seguito venerato come sant'Isacco di Monteluco.

### Prime testimonianze
Di sicuro il monastero esisteva verso la metà del VI secolo; se ne ha testimonianza in due lettere inviate al vescovo di Spoleto da papa Pelagio I, che sollecitava provvedimenti nei confronti dei monaci residenti per la loro inadeguata condotta.
Probabilmente durante il VI secolo, sotto i duchi Longobardi che l'arricchirono con varie donazioni, diviene abbazia benedettina gestita per un periodo dai Cassinesi, poi dai Cluniacensi, rimanendo punto di riferimento per gli eremiti di Monteluco che, dopo la morte di sant'Isacco, entrano a far parte della regola benedettina.
L'abbazia fino ai primi anni del 1300 gode di un discreto potere e acquisisce vasti possedimenti; la sua giurisdizione ingloba altre chiese come San Quirico di Bettona, Sant'Andrea di Gualdo Cattaneo, San Salvatore di Cisterna. 

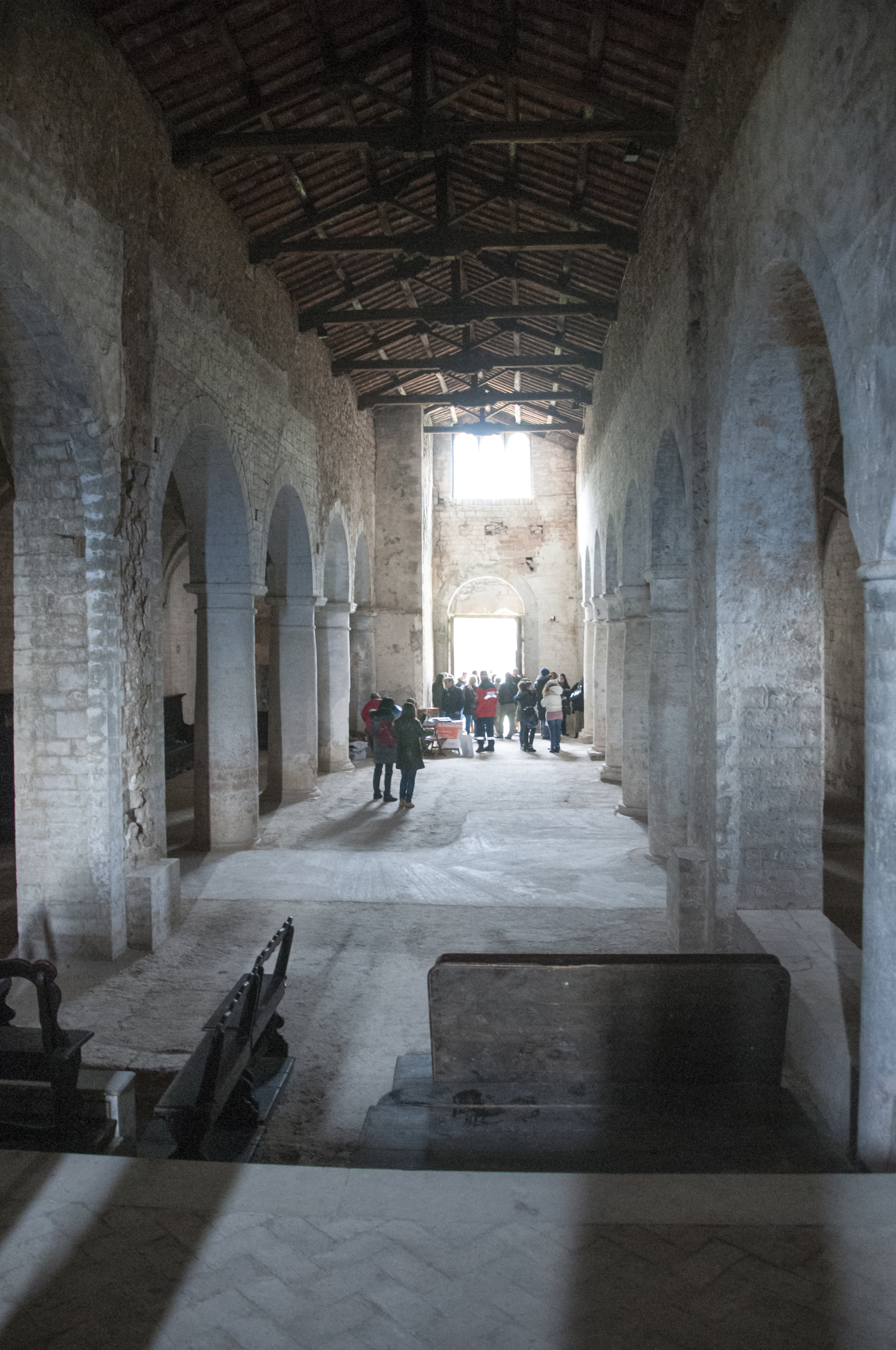
Interno

### Il declino
Il suo declino inizia durante la disputa Guelfi e Ghibellini, precisamente nel 1319 quando papa Giovanni XXII, intento alla riconquista di Spoleto, caduta nelle mani dei Ghibellini, ordina il sequestro di tutti i beni di coloro che li hanno appoggiati. L'abate di San Giuliano, spossessato di tutto, abbandona il luogo. Alcuni decenni dopo il cardinale Albornoz si adopera per il restauro del complesso durante la sua permanenza a Spoleto.
L'abbazia viene soppressa verso la fine del XV secolo da papa Innocenzo VIII, che la cede in commendam ad un chierico spoletino. Nel 1502 per volere di papa Alessandro IV passa ai Canonici Lateranensi, che vi rimangono circa 50 anni, per poi trasferirsi in città nella chiesa di Sant'Ansano; con loro portano anche il corpo di sant'Isacco lasciando in loco il sarcofago. Gli eremiti, ormai privi di un riferimento, nel 1547 si riuniscono in congregazione con nuove regole imposte dal vescovo Fabio Vigili, ma molti preferiscono continuare a vivere sulle pendici del Monteluco senza regole e senza nemmeno lo stato religioso; sorgono così nuovi eremi che nulla hanno dell'originaria povertà e umiltà delle grotte.

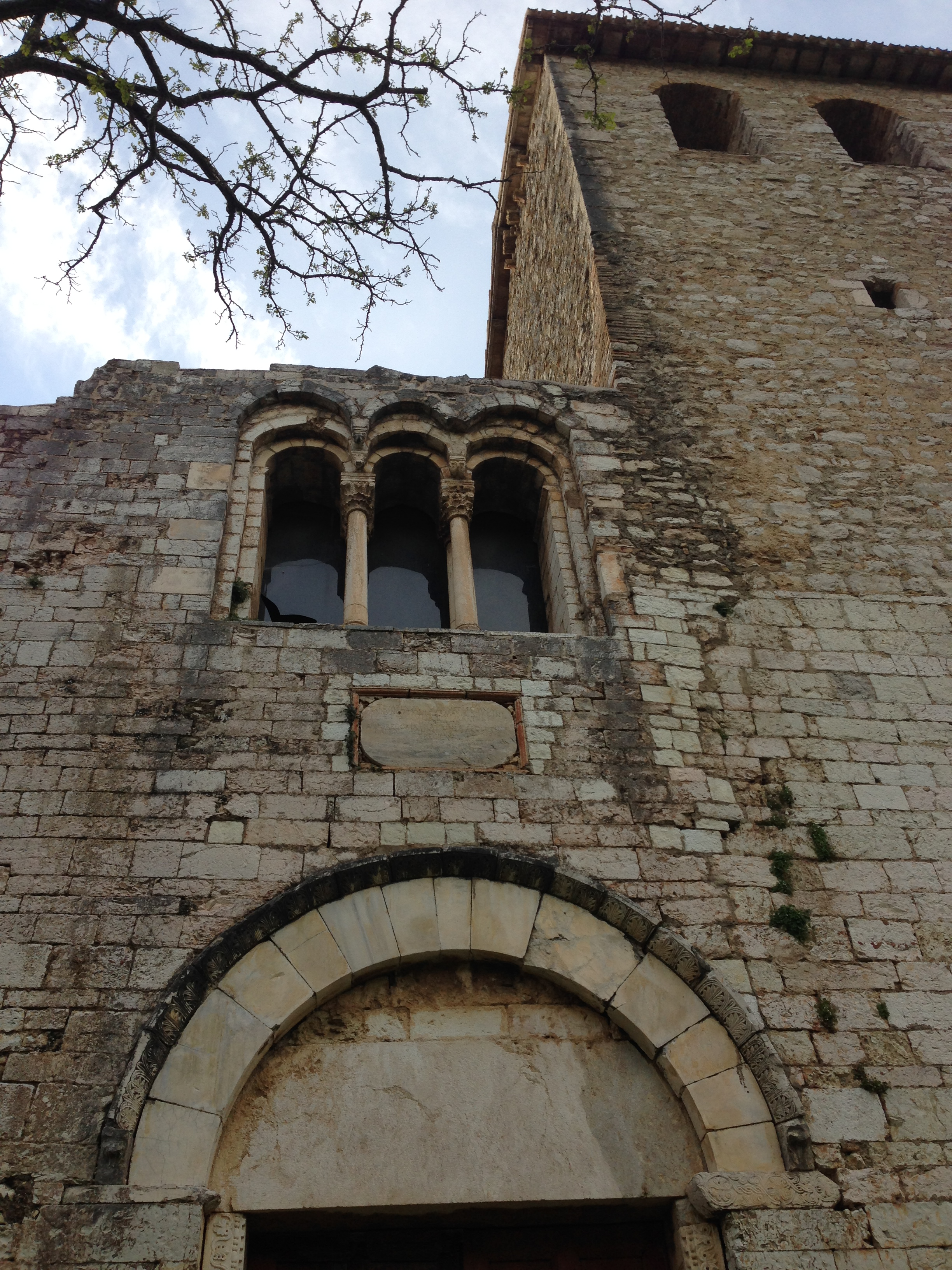
La trifora e la torre campanaria

Giuseppe Silvio Domenico Broglia (1724-1787), ecclesiastico piemontese, nel 1770, tornando da lunghi soggiorni prima a Roma poi a Napoli, si ferma a Spoleto e sceglie San Giuliano come ritiro; qui si dedica alla propria anima in solitudine, in attesa di passare a miglior vita. Trovando la chiesa del tutto in rovina, si adopera per il restauro impegnandovi cospicue risorse proprie. Fa preparare il proprio sepolcro davanti alla porta maggiore della chiesa, ma nel 1772 è costretto a ritirarsi in città; qui impiega ulteriori ricchezze per sostenere restauri di altri edifici. Il comune di Spoleto, in segno di gratitudine, vorrebbe aggregarlo al patriziato cittadino, ma egli rifiuta, nel rispetto della regola religiosa che non prevedeva onori mondani
All'inizio dell'Ottocento i locali del monastero risultano distrutti da tempo, sono pochi gli elementi architettonici ancora in piedi. 
Anche la chiesa rimane nel completo abbandono; viene successivamente venduta a privati che la utilizzano persino come fienile.
Nei primi anni del novecento, per intervento di Giuseppe Sordini, diventa proprietà del comune di Spoleto, con esiti però discutibili: l'unico ambiente della vecchia abbazia, rimasto in piedi dietro la chiesa, diventa un ristorante pizzeria; la chiesa, dopo un parziale restauro nel 1982 che la rende agibile e aperta al culto, sarà di nuovo abbandonata.
Nel 2004 è stato condotto un saggio di scavo all'interno della chiesa, nella navata centrale e in quella di sinistra, che ha interessato un'area di circa 32 m². Lo scavo ha portato alla scoperta di tre ambienti ipogei destinati a ossari, databili in età post-rinascimentale.
Attualmente (maggio 2014) è ancora consacrata ma è incustodita e considerata pericolante, pertanto non è accessibile. In occasione della 23ª edizione delle giornate FAI di primavera (marzo 2015) è stata aperta al pubblico per due giorni e sono state organizzate visite guidate.

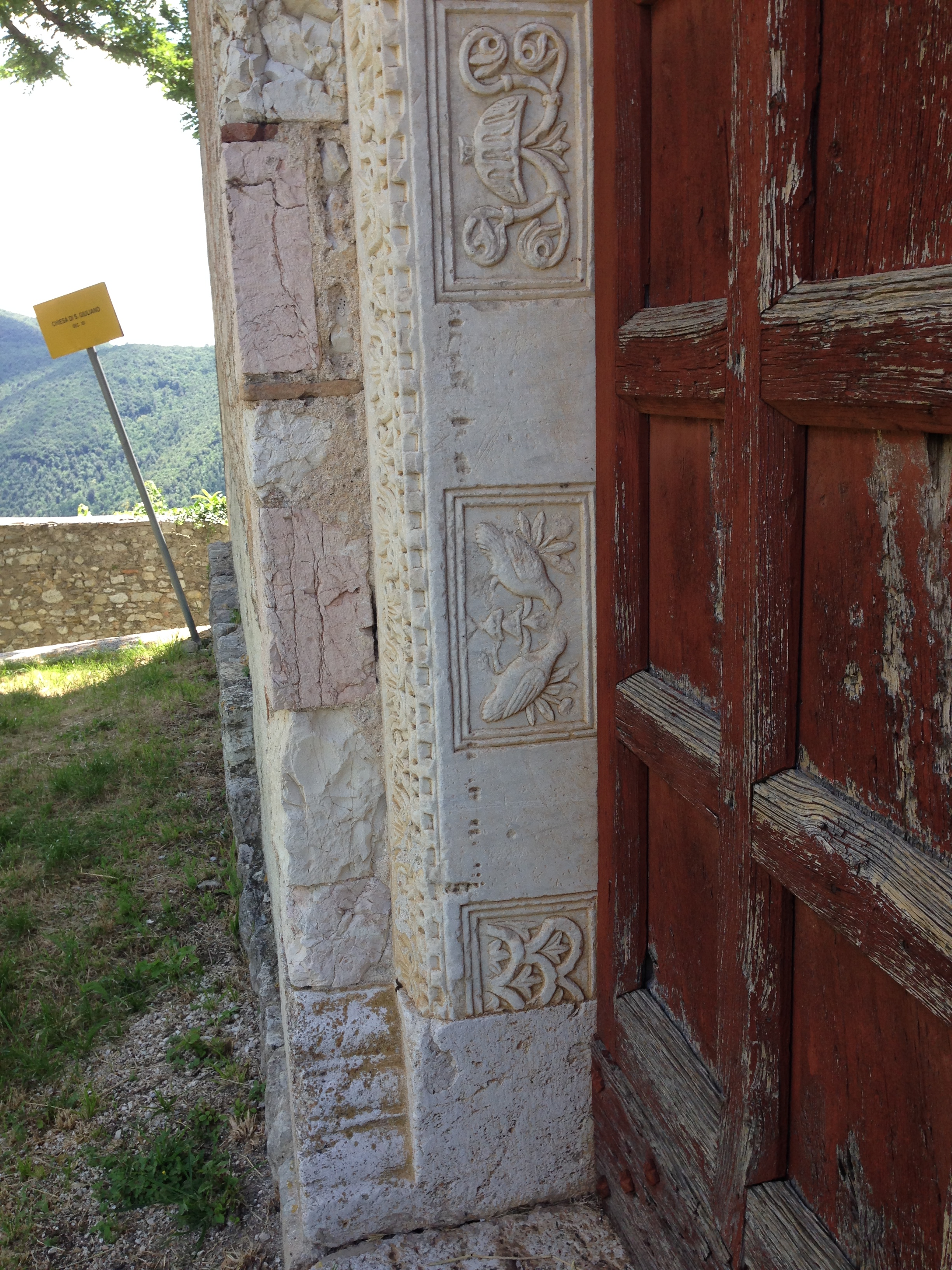
Particolare dello stipite sinistro del portale

## Descrizione
La facciata manca della parte superiore, che probabilmente era a quattro spioventi come la chiesa di Sant'Eufemia. 
Resti scultorei, pervenuti dalla costruzione paleocristiana, sono riutilizzati nel portale a tutto sesto sormontato da una cornice scolpita a palmette; negli stipiti sono evidenti rilievi con motivi a embrici e trifogli, animali simbolici (due colombi, un bue, una pantera, un pavone), motivi vegetali, una croce, un centauro.

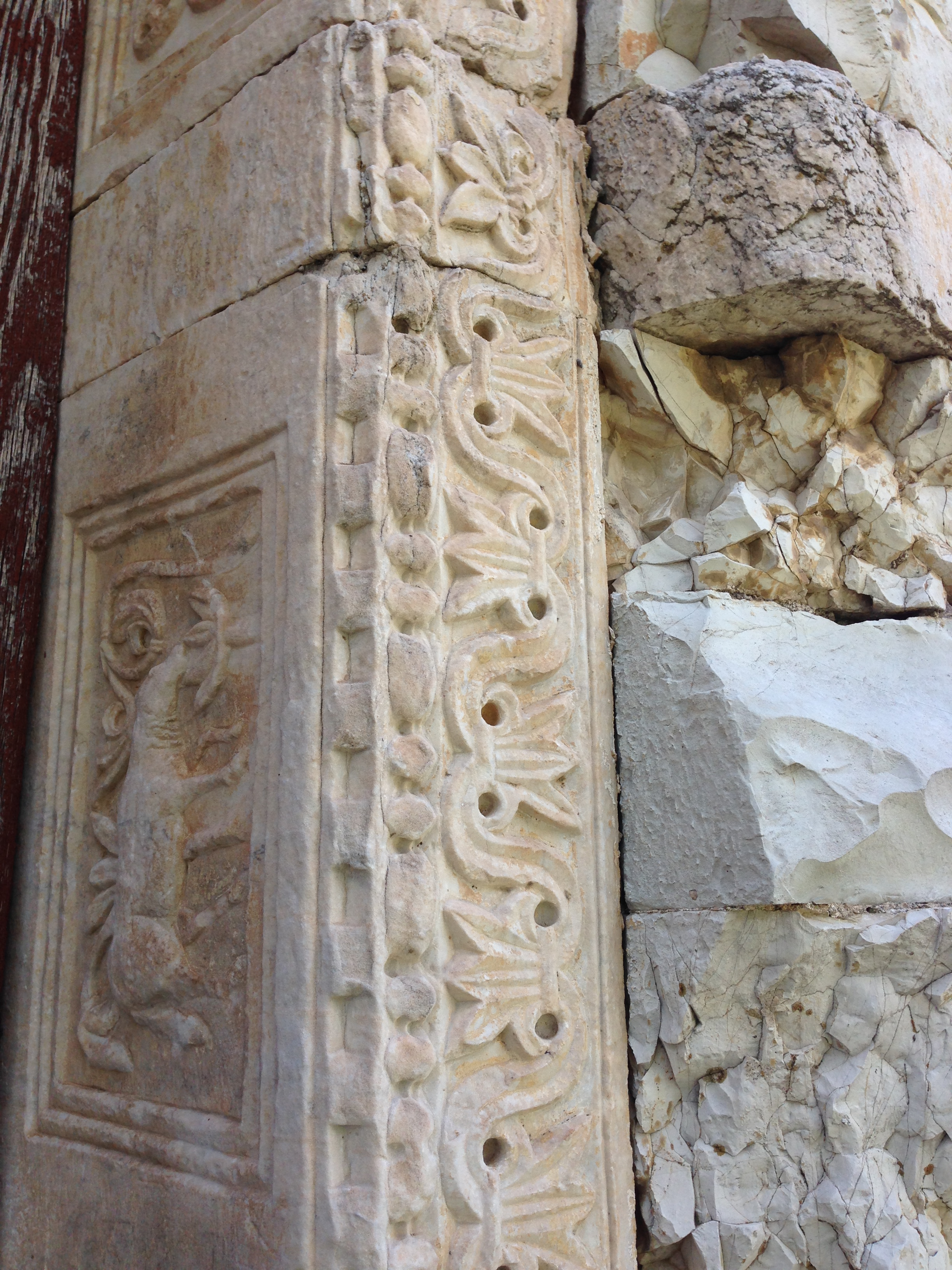
Particolare dello stipite destro del portale

 L'analisi stilistica delle decorazioni ha individuato stretti riferimenti ad ambienti orientali e soprattutto siriaci.
La facciata è abbellita da una grande e ariosa trifora con archeggiature sovrapposte.

L'interno, molto ribassato, è a tre navate divise da tozze colonne in pietra concia, non tutte della stessa epoca, coronate da capitelli cilindrici. In una delle colonne si legge un'iscrizione, assegnata al XII secolo, che ricorda un certo Nicolò Bacarelli e lo indica come patrocinatore del rinnovamento romanico della chiesa. Le pareti delle navate sono decorate con immagini di sant'Isacco; l'intervento potrebbe risalire al periodo a cavallo tra la fine del XVI e il XVII secolo. Il presbiterio è sopraelevato, con cripta sottostante, dove un'altra iscrizione conferma la precedente presenza del sarcofago di Sant'Isacco. È anche presente un frammento di architrave decorato da tre formelle rettangolari di gusto orientale attribuita al VI secolo. L'edificio si conclude con tre absidi semicircolari; quella centrale è interamente affrescata e ritrae santi e monaci benedettini; nel catino è visibile l'immagine dell'Incoronazione della Vergine e santi e beati. I dipinti sono attribuiti al Maestro di Eggi, commissionati dall'abate Argento Campello nel 1442. 

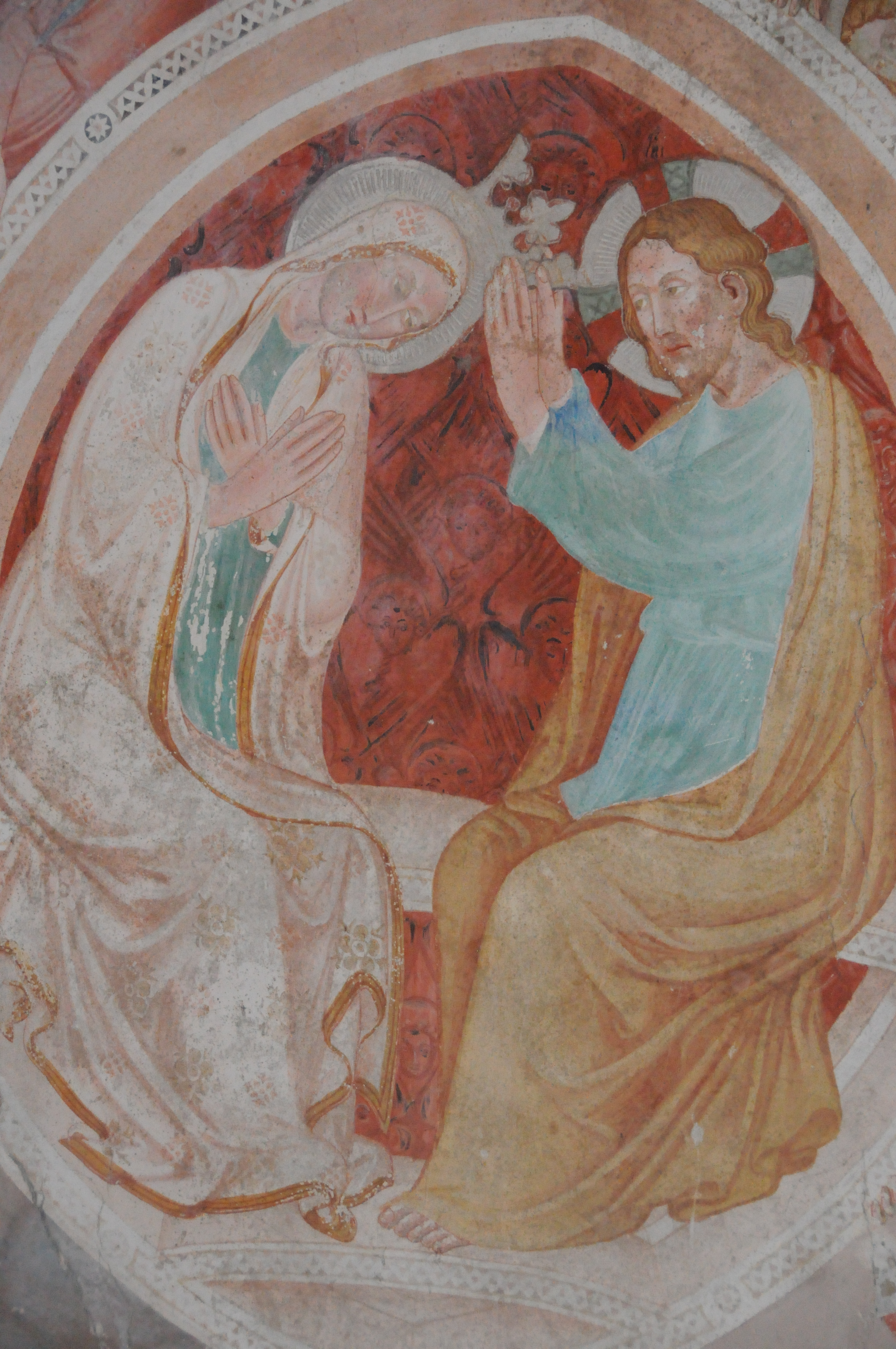
Catino dell'abside centrale. Particolare dell'affresco attribuito al Maestro di Eggi

Da San Giuliano parte un lungo sentiero che, passando in mezzo al bosco, arriva fino alla chiesa di San Pietro.